# 三岸節子
三岸 節子（みぎし せつこ、1905年1月3日 - 1999年4月18日）は、日本の女性洋画家で、新制作協会会員。

## 生涯

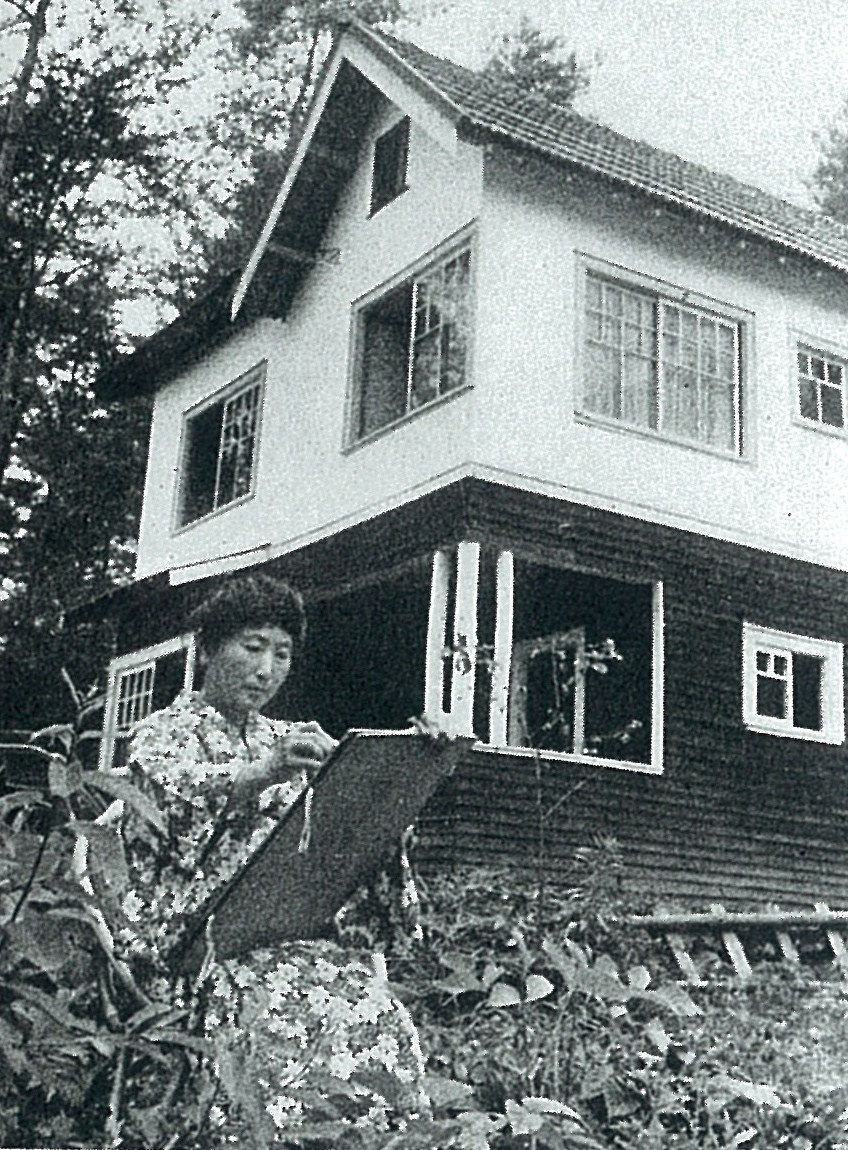
1960年頃

愛知県中島郡小信中島村（現・一宮市小信中島）の織物工場を営む裕福な家の十人兄弟の6番目(4女)に生まれた。父は吉田永三郎、母は菊。母の菊は、安政の大獄で死罪となった水戸藩士・鵜飼吉左衛門（幼名は菊三郎）の一族であった（節子生家近くの頓聴寺住職も鵜飼家の人物であった）。しかし、吉田家は不況のあおりで倒産した。先天性股関節脱臼（現・発育性股関節形成不全）を患っており、両親に抑圧されて育った節子も、この大きなショックから当時興味を抱いていた絵の道へと向かっていく。戦前・戦後の画壇における女性画家の地位向上に努め、その生涯を通じてたくましい精神力で生命を賛歌する作品を描き続けた。
名古屋市の淑徳高等女学校（現・愛知淑徳高等学校）卒業後、日本画をすすめる両親を説得したうえで洋画を学ぶために上京し、本郷洋画研究所で岡田三郎助に師事する。女子美術学校（現・女子美術大学）の2年次に編入学し、首席で卒業した。1924年に三岸好太郎と結婚し、1930年に長男黄太郎を出産するも、1934年に夫と死別した。生活は苦しかったが、太平洋戦争中も疎開せず、明るい色調の静物画を多数描いた。1946年、女流画家協会を創立する。1948年から菅野圭介と事実上の婚約関係にあったが、1953年に破局した。
1954年、黄太郎が留学していたフランスに渡り、1968年には南フランスのカーニュに、1974年にはブルゴーニュ地方の農村ヴェロンに定住した。黄太郎とともにヨーロッパの各地を巡って風景画の傑作を生み出し、言葉の通じない異国での孤独感や老化による体の衰えと闘いながら絵を描き続けた。1989年に帰国した時、節子は84歳になっていた。以後は神奈川県中郡大磯町の自宅兼アトリエにて制作を続けた。

## 年譜
- 1905年 愛知県中島郡起町字中島に生まれる[6]。
- 1924年 三岸好太郎と結婚[6]。
- 1925年 「婦人洋画会」結成[8]。長女誕生[4]。
- 1928年 次女誕生[4]。
- 1930年 夫の好太郎とともに独立美術協会設立に参加するも内規により会員にはなれなかった。長男誕生[4]。
- 1934年 好太郎と死別。
- 1936年 佐伯米子、長谷川春子ら6人の女性画家とともに七彩会を結成。
- 1938年 独立美術協会を脱退、翌年新制作協会に参加。
- 1947年 「女流画家協会」創立の発起人となるもその後脱退[9]。
- 1948年 菅野圭介と別居結婚[6]。
- 1951年 第1回芸能選奨（現・芸術選奨）文部大臣賞を受賞[6]。
- 1953年 菅野圭介と離婚[6]。
- 1968年 フランスへ移住[6]。
- 1986年 秋の叙勲で勲三等宝冠章を受章[6]。
- 1988年 尾西市の名誉市民に推挙される。
- 1989年 フランスから帰国し、大磯のアトリエに定住[6]。
- 1990年 朝日賞を受賞[6][10]。
- 1994年 女性洋画家として初めて文化功労者となる[6]。
- 1998年 市は第三者の手に渡っていた節子の生家跡を買い取って三岸節子記念美術館を建設し、11月3日に開館した。
- 1999年 急性循環不全のため、大磯の病院で94歳で死去[6]。

## 主要作品

### 1974 第6回潮展（銀座・三越）
- 「スペインの白い町」 - 1972年（昭和47年）
- 「飛ぶ鳥」 - 1973年（昭和48年）

### 1974 花とヴェネチア展（日本橋・三越）
- 「下弦の月」 - 1973年（昭和48年）
- 「石だたみ」 - 1973年（昭和48年）
- 「プチカナル」 - 1973年（昭和48年）
- 「霧」 - 1973年（昭和48年）
- 「ヴェネチアの家」 - 1973年（昭和48年）
- 「細い運河」 - 1973年（昭和48年）
- 「ヴェネチア」 - 1973年（昭和48年）
- 「花(3)」 - 1973年（昭和48年）
- 「花(10)」 - 1973年（昭和48年）

### 1980 三岸節子展＜画業55年の歩み＞（日本橋・三越）
- 「崎津の天主堂」 - 1956年（昭和31年）
- 「飛ぶ鳥（火の山にて）」 - 1962年（昭和37年）
- 「村落の地図」 - 1979年（昭和54年）
- 「赤い土」 - 1979年（昭和54年）

### 1989 三岸節子展（日本橋・三越）
- 「崖の上（アンダルシアの）」 - 1987年（昭和62年）
- 「イル・サンルイの秋」 - 1987年（昭和62年）
- 「小さな村」 - 1988年（昭和63年）
- 「アルカディア」 - 1988年（昭和63年）
- 「春遠からじ」 - 1979-88年（昭和54-63年）
- 「タオルミナのテアトルより」 - 1989年（平成元年）
- 「花 ヴェロンにて」 - 1989年（平成元年）（同題3作）

### 1998 パリ展帰国記念 三岸節子展（日本橋・三越）
- 「さいたさいたさくらがさいた」- 1998年（平成10年）

### 出展不明作品
- 「自画像」- 1924年（大正11年）[13]
- 「小さな町（スペインのアンダルシア）」- 1987年（昭和62年）[14]
- くちなし

## 画風
当時の社会にあった女性らしい作品像の押し付けに反発し、アンリ・マティスやピエール・ボナール、ジョルジュ・ブラックなど近代フランスの絵画を取り入れた作風であった。

## 花へのこだわり
節子の作品の中には“花”という名前の作品がいくつも残されている。節子にとって花とは生命力を感じさせるもの。花を愛し、生涯に渡り描き続けた。花の作品からは節子の人生がうかがえるほど作品が変化している。
1950年代までは花瓶に挿した花を画面全体に描いている。当時は日本にいたため室内画が多い。1970年代からは（フランス）の庭にある花を描いている。この頃は海外に舞台を移したことにより、風景画を描くようになった。

## 著書
- 三岸節子『美神の翼 随筆集』朝日新聞社、1949年。全国書誌番号:60011030。 のち求龍堂
- 三岸節子『三岸節子』美術出版社〈日本現代画家選 第8〉、1954年。全国書誌番号:54010748。
- 三岸節子『花より花らしく』求龍堂、1977年6月。全国書誌番号:78001945。 のちちくま文庫
- 三岸節子『三岸節子画集 [第1集] (1925-1979)』求龍堂、1980年2月。全国書誌番号:82024189。
- 三岸節子『三岸節子画集 [第2集] (1938-1980)』求龍堂、1981年9月。全国書誌番号:82024190。
- 三岸節子『黄色い手帖』求龍堂、1983年2月。全国書誌番号:84015083。 のちちくま文庫
- 三岸節子『三岸節子 花のデッサン帖』求龍堂、1984年3月。ISBN 476308402X。全国書誌番号:85002021。
- 三岸節子『三岸節子画集1990』求龍堂、1990年11月。ISBN 4763090186。
- 三岸節子『三岸節子作品集』ビジョン企画出版社、1991年4月。ISBN 4-938249-12-X。全国書誌番号:92026503。
- 三岸節子『未完の花 三岸節子画文集』求龍堂、1994年7月。ISBN 4763094181。全国書誌番号:94062779。
- 三岸節子『花こそわが命 三岸節子自選画文集』求龍堂、1996年10月。ISBN 4-7630-9630-3。全国書誌番号:97072523。
- 三岸節子『旅へのいざない 三岸節子ヨーロッパデッサン集 1954-1989』求龍堂、1997年4月。ISBN 4763097105。全国書誌番号:98037090。

## 備考

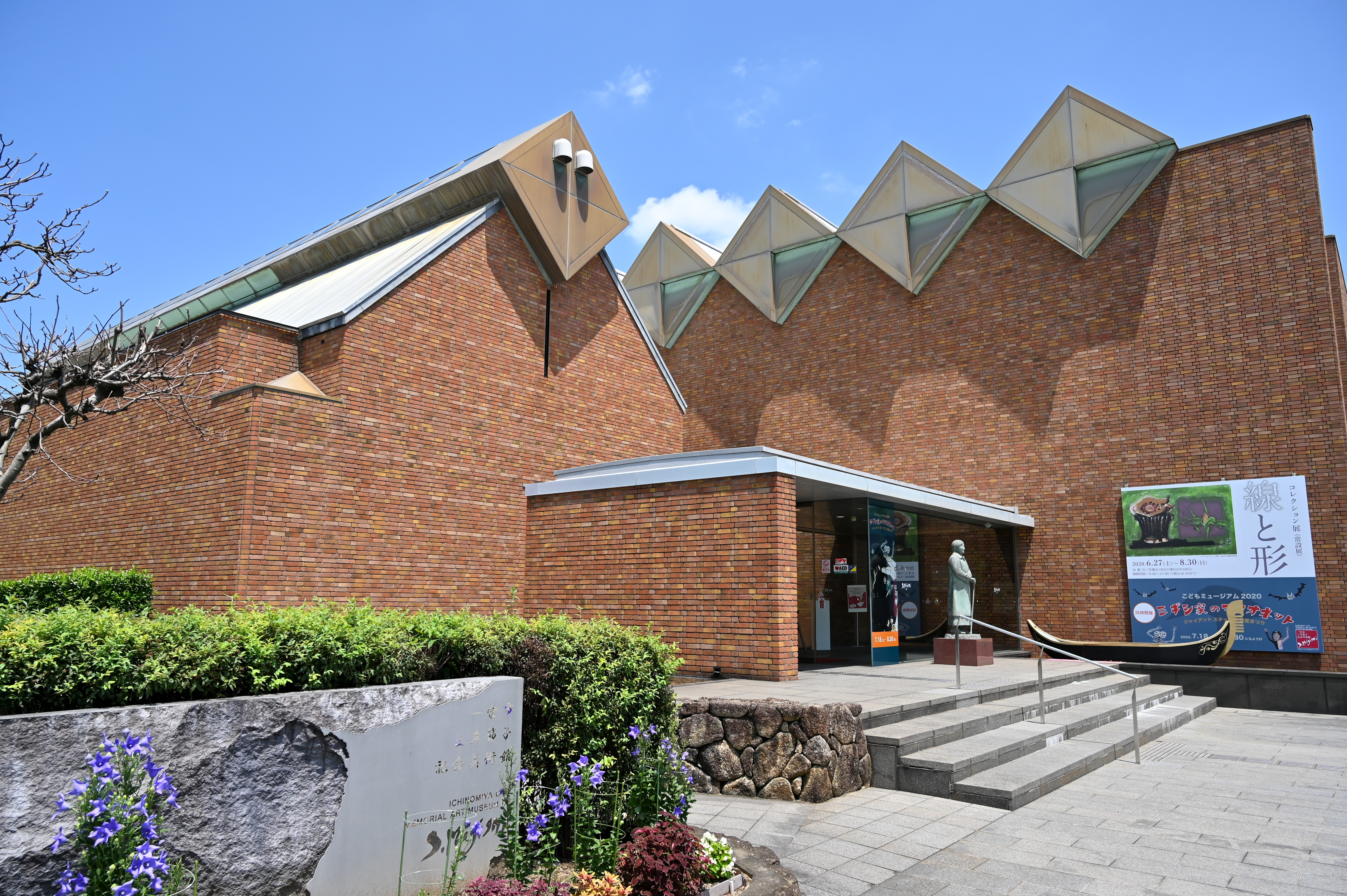
三岸節子記念美術館

- かつて名古屋市に存在したヒマラヤ美術館には三岸節子作品室が設けられ、多数の作品が収蔵されていた。しかし同館の運営母体であるヒマラヤ製菓の経営危機に伴い大半が流出し、所在が不明になった。その中には、節子の代表作といわれる『ヴェネチア』も含まれている。「ヴェネチア」などヒマラヤ製菓の収蔵していた三岸作品の一部は名古屋の堀美術館にある[20]。
- 三岸節子の生涯にわたる作品を収集、展示するとともに市民の美術への関心を高めることを目的として、生家跡に三岸節子記念美術館が建設された[21]。

## その他

### ドキュメンタリー
- 「春子と節子　“女流”画家を超えて」（2023年3月9日、NHK BS1）[22]